# Società Sportiva Calcio Palermo 1978-1979
Questa voce raccoglie le informazioni riguardanti la Società Sportiva Calcio Palermo nelle competizioni ufficiali della stagione 1978-1979.

## Stagione
Al sesto anno consecutivo in Serie B, il Palermo di Fernando Veneranda ottiene un 7º posto, con una distanza di 7 punti dalla zona promozione.
Durante la sosta del mercato invernale è stata giocata un'altra amichevole in casa con la Juventus (0-3 il risultato), che poi incontrerà alla sua futura finale di Coppa Italia.
Appunto, come nel 1973-1974, in questa stagione il club arriva finalista di Coppa nazionale, per la seconda volta nella sua storia, venendo sconfitta dai bianconeri per 2-1 ai tempi supplementari allo Stadio San Paolo di Napoli. Nei tempi regolamentari Vito Chimenti porta in vantaggio la sua squadra rosanero al primo minuto di gioco e i piemontesi pareggiano all'83'.

## Divise
La prima maglia era rosa con bordo nero, i calzoncini erano neri ed i calzettoni erano anch'essi neri con un risvolto rosa.
Per questa stagione lo sponsor tecnico è NR, presente già dalla scorsa annata.

## Organigramma societario
Area direttiva
- Presidente: Renzo Barbera
- Vicepresidente: Salvatore Matta e Giovanni Grasso
- Presidente onorario: avv. Luigi Gioia
- Consiglieri: Caramanna, Cammarafa, Ferruccio Barbera, Miccichè, Raineri e Giulio Cesare Cassina
- Segretario: Silvio Palazzotto
- Settore amministrativo: prof. Alonzo, dott. Armando Celone e avv. Gaspare Mistretta

Area tecnica
- Allenatore: Fernando Veneranda
- Allenatore in 2ª: Emilio Monaldi

Area sanitaria
- Medico sociale: Salvatore Matracia
- Sergio Matracia, dott. Giuseppe Colaleo e dott. Nino Sorci
- Preparatore atletico: Enzo Masi
- Massaggiatore: Mario Battiato

## Rosa
| N. |                   | Ruolo | Calciatore             |
| -- | ----------------- | ----- | ---------------------- |
|    | Italia (bandiera) | P     | Antonino Trapani       |
|    | Italia (bandiera) | P     | Lorenzo Frison         |
|    | Italia (bandiera) | P     | Giuseppe Guzzardi      |
|    | Italia (bandiera) | D     | Fausto Silipo          |
|    | Italia (bandiera) | D     | Mauro Di Cicco         |
|    | Italia (bandiera) | D     | Silvio Violante Iozzia |
|    | Italia (bandiera) | D     | Filippo Citterio       |
|    | Italia (bandiera) | D     | Giovanni Gregorio      |
|    | Italia (bandiera) | D     | Sergio Paolinelli      |
|    | Italia (bandiera) | C     | Pasqualino Borsellino  |
|    | Italia (bandiera) | C     | Francesco Brignani     |
|    | Italia (bandiera) | C     | Ignazio Arcoleo        |

| N. |                   | Ruolo | Calciatore           |
| -- | ----------------- | ----- | -------------------- |
|    | Italia (bandiera) | C     | Gian Piero Gasperini |
|    | Italia (bandiera) | C     | Aldo Cerantola       |
|    | Italia (bandiera) | C     | Carlo Osellame       |
|    | Italia (bandiera) | C     | Felice Vermiglio     |
|    | Italia (bandiera) | C     | Walter Sabatini      |
|    | Italia (bandiera) | C     | Sergio Lo Verde      |
|    | Italia (bandiera) | A     | Vito Chimenti        |
|    | Italia (bandiera) | A     | Riccardo Maritozzi   |
|    | Italia (bandiera) | A     | Gaetano Montenegro   |
|    | Italia (bandiera) | A     | Andrea Conte         |
|    | Italia (bandiera) | A     | Guido Magherini      |

Il giovane neoacquisto Gian Piero Gasperini, protagonista in rosanero a cavallo dei due decenni.

Altri giocatori: Arcoleo V., Calafiore, D'Alessandro

## Risultati

### Serie B

#### Girone di andata
| Arbitro: | Menicucci (Firenze) |

|                             |           |                                       |
| Passalacqua 64’ De Rosa 84’ | Marcatori | 17’ Borsellino 55’ (rig.) V. Chimenti |

| Arbitro: | Milan (Treviso) |

|                 |           |             |
| V. Chimenti 11’ | Marcatori | 24’ Repetto |

| Arbitro: | Redini (Pisa) |

|            |           |  |
| Zandoli 1’ | Marcatori |  |

| Arbitro: | Lapi (Firenze) |

|                                |           |            |
| Montenegro 45’ V. Chimenti 46’ | Marcatori | 30’ Donati |

| Arbitro: | Celli (Trieste) |

|           |           |                |
| Penzo 75’ | Marcatori | 50’ Borsellino |

| Palermo 29 ottobre 1978 6ª giornata | Palermo           | 0 – 0 | Cagliari | Stadio La Favorita\| Arbitro: \| Mattei (Macerata) \| |
| Arbitro:                            | Mattei (Macerata) |       |          |                                                       |

| Arbitro: | Casarin (Milano) |

|           |           |  |
| Conte 77’ | Marcatori |  |

| Arbitro: | Milan (Treviso) |

|                              |           |                                              |
| Damiani 51’ Magnocavallo 76’ | Marcatori | 22’ Magherini 28’ V. Chimenti 52’ Borsellino |

| Arbitro: | Castaldi (Vasto) |

|  |           |             |
|  | Marcatori | 59’ Ramella |

| Arbitro: | Governa (Alessandria) |

|                                         |           |            |
| Chiorri 4’ G.L. Savoldi 58’ Orlandi 77’ | Marcatori | 79’ Silipo |

| Arbitro: | G. Panzino (Catanzaro) |

|                       |           |                 |
| Grop 54’ B. Mutti 84’ | Marcatori | 14’ V. Chimenti |

| Arbitro: | Ballerini (La Spezia) |

|              |           |             |
| Osellame 86’ | Marcatori | 58’ Gaudino |

| Arbitro: | Mascia (Milano) |

|                |           |           |
| Conte 43’, 60’ | Marcatori | 28’ Sasso |

| Arbitro: | Paparesta (Bari) |

|                        |           |  |
| Giani 77’ Corvasce 83’ | Marcatori |  |

| Palermo 14 gennaio 1979 15ª giornata | Palermo               | 0 – 0 | Lecce | Stadio La Favorita\| Arbitro: \| Governa (Alessandria) \| |
| Arbitro:                             | Governa (Alessandria) |       |       |                                                           |

| Rimini 21 gennaio 1979 16ª giornata | Rimini          | 0 – 0 | Palermo | Stadio Romeo Neri\| Arbitro: \| Celli (Trieste) \| |
| Arbitro:                            | Celli (Trieste) |       |         |                                                    |

| Arbitro: | Menegali (Roma) |

|  |           |                 |
|  | Marcatori | 56’ De Bernardi |

| Arbitro: | Tani (Livorno) |

|           |           |  |
| Conte 25’ | Marcatori |  |

| Taranto 11 febbraio 1979 19ª giornata | Taranto         | 0 – 0 | Palermo | Stadio Erasmo Iacovone\| Arbitro: \| Magni (Bergamo) \| |
| Arbitro:                              | Magni (Bergamo) |       |         |                                                         |

#### Girone di ritorno
| Arbitro: | Patrussi (Arezzo) |

|                                           |           |            |
| V. Chimenti 38’ Silipo 72’ Borsellino 89’ | Marcatori | 32’ Caccia |

| Arbitro: | Panzino (Catanzaro) |

|             |           |                 |
| Repetto 51’ | Marcatori | 54’ V. Chimenti |

| Arbitro: | Tonolini (Milano) |

|                        |           |  |
| V. Chimenti 79’ (rig.) | Marcatori |  |

| Arbitro: | Tani (Livorno) |

|               |           |                 |
| Gibellini 75’ | Marcatori | 45’ V. Chimenti |

| Arbitro: | Lops (Torino) |

|                              |           |  |
| Osellame 17’ V. Chimenti 79’ | Marcatori |  |

| Arbitro: | Ballerini (La Spezia) |

|                           |           |                          |
| Brugnera 81’ L. Piras 85’ | Marcatori | 52’ Silipo 79’ Magherini |

| Arbitro: | Menegali (Roma) |

|                                |           |                            |
| Citterio 7’ (aut.) Capuzzo 35’ | Marcatori | 30’ Silipo 43’ V. Chimenti |

| Arbitro: | Prati (Parma) |

|           |           |  |
| Conte 63’ | Marcatori |  |

| Varese 14 aprile 1979 28ª giornata | Varese        | 0 – 0 | Palermo | Stadio Franco Ossola\| Arbitro: \| Longhi (Roma) \| |
| Arbitro:                           | Longhi (Roma) |       |         |                                                     |

| Arbitro: | Casarin (Milano) |

|           |           |                |
| Conte 33’ | Marcatori | 90’ De Giorgis |

| Palermo 29 aprile 1979 30ª giornata | Palermo           | 0 – 0 | Brescia | Stadio La Favorita\| Arbitro: \| Patrussi (Arezzo) \| |
| Arbitro:                            | Patrussi (Arezzo) |       |         |                                                       |

| Arbitro: | Lanzetti (Viterbo) |

|             |           |  |
| Tivelli 25’ | Marcatori |  |

| Arbitro: | Parussini (Udine) |

|                   |           |           |
| Libera 44’ (rig.) | Marcatori | 57’ Conte |

| Arbitro: | Benedetti (Roma) |

|                            |           |                  |
| Montenegro 5’ Osellame 30’ | Marcatori | 15’, 45’ Schiavi |

| Arbitro: | Mascia (Milano) |

|  |           |                           |
|  | Marcatori | 30’ Conte 88’ V. Chimenti |

| Arbitro: | Colasanti (Roma) |

|                     |           |  |
| Chimenti 90’ (rig.) | Marcatori |  |

| Arbitro: | Prati (Parma) |

|          |           |  |
| Riva 60’ | Marcatori |  |

| Arbitro: | Parussini (Udine) |

|            |           |                    |
| Lucido 56’ | Marcatori | 85’ (rig.) Arcoleo |

| Arbitro: | Bergamo (Livorno) |

|               |           |                    |
| Maritozzi 82’ | Marcatori | 88’ (rig.) Panizza |

### Coppa Italia

#### Terzo Girone
| Arbitro: | G. Panzino (Catanzaro) |

|            |           |                     |
| Silipo 79’ | Marcatori | 11’ S. Trevisanello |

| Arbitro: | Facchin (Udine) |

|                |           |                                     |
| Ceccarelli 42’ | Marcatori | 53’ Montenegro 61’ (aut.) Benedetti |

| Arbitro: | Pieri (Genova) |

|            |           |                                         |
| Mozzini 3’ | Marcatori | 54’ Osellame 70’ Borsellino 74’ Arcoleo |

| Arbitro: | Ballerini (La Spezia) |

|                  |           |              |
| Osellame 2’, 50’ | Marcatori | 30’ B. Mutti |

| 17 settembre 1978 5ª giornata |  | – Turno riposo Palermo |  |  |

#### Quarti di Finale
| Palermo 4 aprile 1979 Andata | Palermo        | 0 – 0 | Lazio | Stadio La Favorita\| Arbitro: \| Pieri (Genova) \| |
| Arbitro:                     | Pieri (Genova) |       |       |                                                    |

| Arbitro: | Reggiani (Bologna) |

|                                                    |                      |                                                       |
| Giordano Viola D'Amico Cordova Cacciatori Tassotti | Tiri di rigore 4 – 5 | Brignani Conte Gasperini Arcoleo V. Chimenti Citterio |

#### Semifinali
| Palermo 23 maggio 1979 Andata | Palermo       | 0 – 0 | Napoli | Stadio La Favorita\| Arbitro: \| Ciulli (Roma) \| |
| Arbitro:                      | Ciulli (Roma) |       |        |                                                   |

| Arbitro: | Longhi (Roma) |

|                |           |                   |
| G. Savoldi 43’ | Marcatori | 10’, 61’ Citterio |

#### Finale
| Arbitro: | Barbaresco (Cormons) |

|                      |           |                |
| Brio 83’ Causio 117’ | Marcatori | 1’ V. Chimenti |

## Statistiche

### Statistiche di squadra
| Competizione | Punti | In casa | In casa | In casa | In casa | In casa | In casa | In trasferta | In trasferta | In trasferta | In trasferta | In trasferta | In trasferta | Totale | Totale | Totale | Totale | Totale | Totale | DR |
| Competizione | Punti | G       | V       | N       | P       | Gf      | Gs      | G            | V            | N            | P            | Gf           | Gs           | G      | V      | N      | P      | Gf     | Gs     | DR |
| ------------ | ----- | ------- | ------- | ------- | ------- | ------- | ------- | ------------ | ------------ | ------------ | ------------ | ------------ | ------------ | ------ | ------ | ------ | ------ | ------ | ------ | -- |
| Serie B      | 41    | 19      | 9       | 8       | 2       | 20      | 11      | 19           | 2            | 11           | 6            | 18           | 23           | 38     | 11     | 19     | 8      | 38     | 34     | +4 |
| Coppa Italia |       | 4       | 1       | 3       | 0       | 3       | 2       | 4            | 3            | 1            | 0            | 7            | 3            | 9      | 4      | 4      | 1      | 11     | 7      | +4 |
| Totale       |       | 23      | 10      | 11      | 2       | 23      | 13      | 23           | 5            | 12           | 6            | 25           | 26           | 47     | 15     | 23     | 9      | 49     | 41     | +8 |

### Statistiche dei giocatori
| Giocatore     | Serie B  | Serie B | Serie B     | Serie B    | Coppa Italia | Coppa Italia | Coppa Italia | Coppa Italia | Totale   | Totale | Totale      | Totale     |
| Giocatore     | Presenze | Reti    | Ammonizioni | Espulsioni | Presenze     | Reti         | Ammonizioni  | Espulsioni   | Presenze | Reti   | Ammonizioni | Espulsioni |
| ------------- | -------- | ------- | ----------- | ---------- | ------------ | ------------ | ------------ | ------------ | -------- | ------ | ----------- | ---------- |
| I. Arcoleo    | 26       | 1       | ?           | ?          | ?            | ?            | ?            | ?            | 26+      | 1+     | ?           | ?          |
| V. Arcoleo    | 2        | 0       | ?           | ?          | ?            | ?            | ?            | ?            | 2+       | 0+     | ?           | ?          |
| P. Borsellino | 30       | 4       | ?           | ?          | ?            | ?            | ?            | ?            | 30+      | 4+     | ?           | ?          |
| F. Brignani   | 31       | 0       | ?           | ?          | ?            | ?            | ?            | ?            | 31+      | 0+     | ?           | ?          |
| Calafiore     | 1        | 0       | ?           | ?          | ?            | ?            | ?            | ?            | 1+       | 0+     | ?           | ?          |
| A. Cerantola  | 8        | 0       | ?           | ?          | ?            | ?            | ?            | ?            | 8+       | 0+     | ?           | ?          |
| V. Chimenti   | 36       | 13      | ?           | ?          | ?            | ?            | ?            | ?            | 36+      | 13+    | ?           | ?          |
| F. Citterio   | 36       | 0       | ?           | ?          | ?            | ?            | ?            | ?            | 36+      | 0+     | ?           | ?          |
| A. Conte      | 29       | 8       | ?           | ?          | ?            | ?            | ?            | ?            | 29+      | 8+     | ?           | ?          |
| D'Alessandro  | 1        | 0       | ?           | ?          | ?            | ?            | ?            | ?            | 1+       | 0+     | ?           | ?          |
| M. Di Cicco   | 27       | 0       | ?           | ?          | ?            | ?            | ?            | ?            | 27+      | 0+     | ?           | ?          |
| L. Frison     | 26       | -22     | ?           | ?          | ?            | ?            | ?            | ?            | 26+      | -22+   | ?           | ?          |
| G. Gasperini  | 18       | 0       | ?           | ?          | ?            | ?            | ?            | ?            | 18+      | 0+     | ?           | ?          |
| G. Gregorio   | 9        | 0       | ?           | ?          | ?            | ?            | ?            | ?            | 9+       | 0+     | ?           | ?          |
| S. Iozzia     | 25       | 0       | ?           | ?          | ?            | ?            | ?            | ?            | 25+      | 0+     | ?           | ?          |
| S. Lo Verde   | 1        | 0       | ?           | ?          | ?            | ?            | ?            | ?            | 1+       | 0+     | ?           | ?          |
| G. Magherini  | 21       | 2       | ?           | ?          | ?            | ?            | ?            | ?            | 21+      | 2+     | ?           | ?          |
| R. Maritozzi  | 30       | 1       | ?           | ?          | ?            | ?            | ?            | ?            | 30+      | 1+     | ?           | ?          |
| G. Montenegro | 14       | 2       | ?           | ?          | ?            | ?            | ?            | ?            | 14+      | 2+     | ?           | ?          |
| C. Osellame   | 30       | 3       | ?           | ?          | ?            | ?            | ?            | ?            | 30+      | 3+     | ?           | ?          |
| S. Paolinelli | 1        | 0       | ?           | ?          | ?            | ?            | ?            | ?            | 1+       | 0+     | ?           | ?          |
| F. Silipo     | 30       | 4       | ?           | ?          | ?            | ?            | ?            | ?            | 30+      | 4+     | ?           | ?          |
| A. Trapani    | 13       | -12     | ?           | ?          | ?            | ?            | ?            | ?            | 13+      | -12+   | ?           | ?          |
| F. Vermiglio  | 8        | 0       | ?           | ?          | ?            | ?            | ?            | ?            | 8+       | 0+     | ?           | ?          |